# Brandbeschleuniger
Brandbeschleuniger werden leicht brennbare chemische Stoffe (meistens Flüssigkeiten) genannt, die dazu verwendet werden, wenig brennbare Sachen in Brand zu setzen oder nicht allein brennende Sachen zu verbrennen. In erster Linie sind dies Flüssigkeiten wie Ethanol (Spiritus), Benzin oder ähnliche, die über die abzubrennenden Gegenstände vergossen werden.
Die Bezeichnung „Brandbeschleuniger“ wird hauptsächlich in Polizeiberichten über Straftaten verwendet (siehe Brandstiftung) – auch dann, wenn ohne „Beschleuniger“ ein Brand gar nicht möglich wäre, zum Beispiel, wenn damit eine Leiche verbrannt werden soll.
Der zuverlässige Nachweis der möglichen Verwendung von Brandbeschleunigern erfolgt durch kriminaltechnische Untersuchungen mit Hilfe der Gaschromatographie/Massenspektrometrie.